# 興津正忠
興津 正忠（おきつ まさただ）は、戦国時代から安土桃山時代にかけての武将。今川氏、徳川氏の家臣。

## 略歴
興津氏は駿河国庵原郡興津を姓の地とする国人。戦国期には今川氏に仕えた。
享禄元年（1528年）、興津正道の子として誕生。今川義元に仕えたが、義元没後は徳川家康に仕え、天正7年（1579年）に徳川秀忠が誕生した際にその配下となった。
天正19年（1591年）相模国高座郡に300石を領した。家督は子・忠能が継ぎ、加増されて以後は旗本として続いた。